# Hebrontshausen

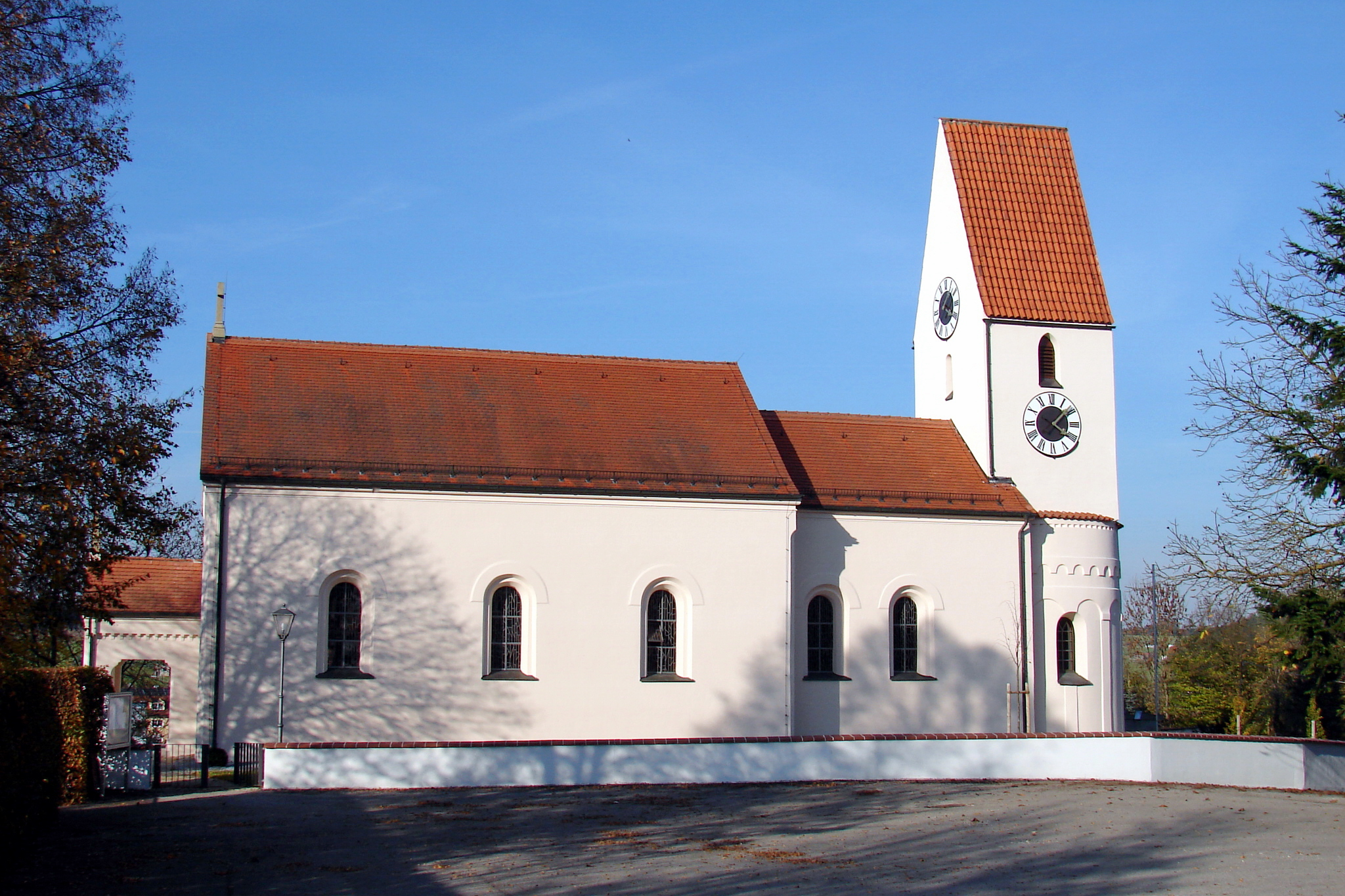
Kirche in Hebrontshausen

Hebrontshausen ist ein Gemeindeteil der Gemeinde Rudelzhausen im Landkreis Freising (Oberbayern). 

## Geographie
Das Pfarrdorf liegt in der Hallertau, dem größten Hopfenanbaugebiet Deutschlands, und zählt 125 Einwohner.

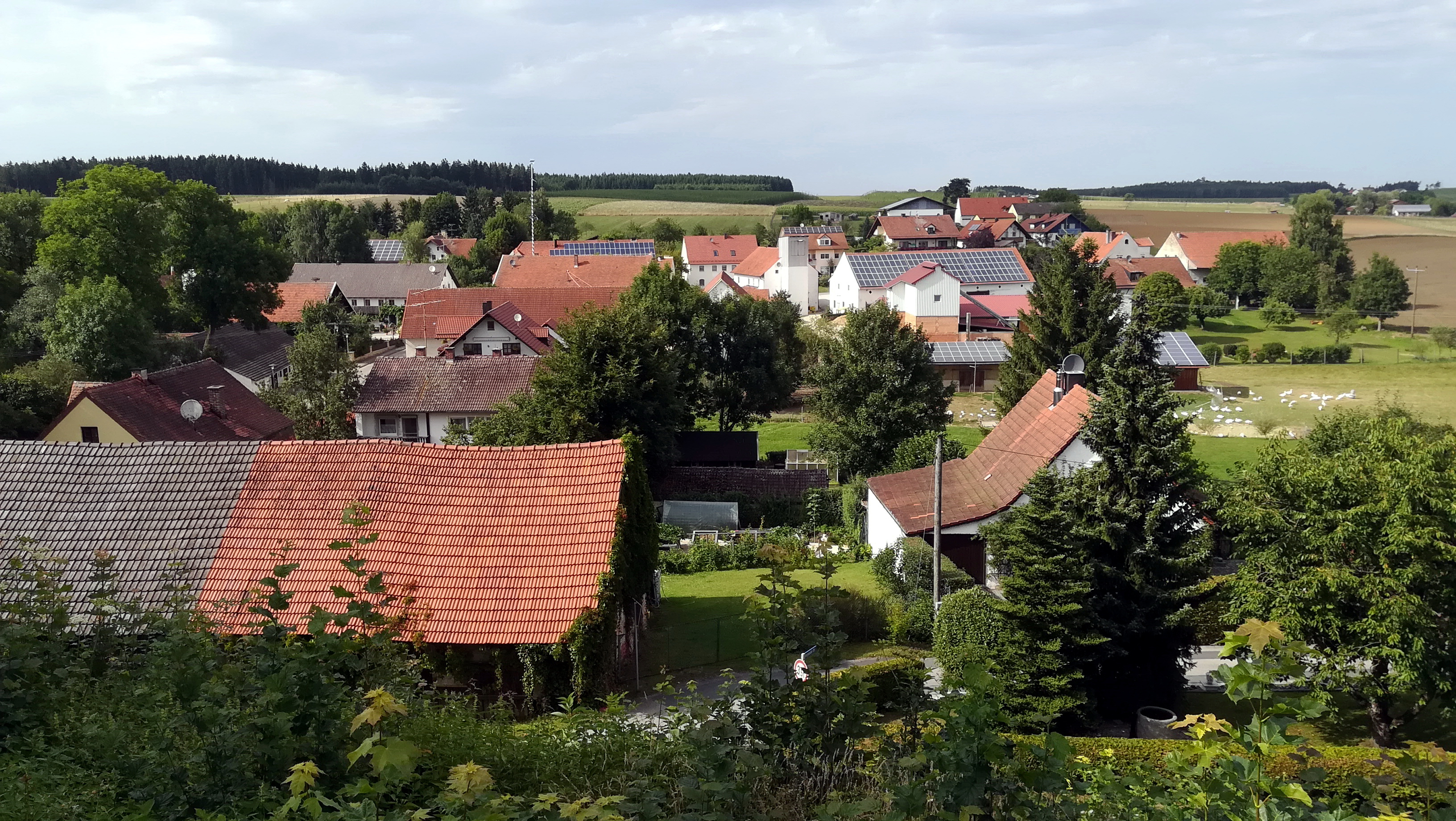
Ortsansicht von Hebrontshausen

## Geschichte
Die Katholische Pfarrkirche St. Jakobus der Ältere ist eine im Kern spätromanische Chorturmkirche mit eingezogener Apsis und angefügter Sakristei, 1856 erweitert. Der Ort Hebrontshausen selbst gehörte zum Rentamt Landshut und zum Landgericht Moosburg des Kurfürstentums Bayern. Im Zuge der Verwaltungsreformen in Bayern entstand mit dem Gemeindeedikt von 1818 die Gemeinde Grafendorf, zu der auch Hebrontshausen zählte. Am 1. Juli 1972 wurden die bis dahin selbständigen Gemeinden Grünberg und Teile der Gemeinde Berg in die Gemeinde Enzelhausen eingegliedert. Grafendorf, Tegernbach und Teile der aufgelösten Gemeinde Enzelhausen wurden schließlich am 1. Mai 1978 zur neuen Gemeinde Rudelzhausen zusammengefasst.

## Wirtschaft und Infrastruktur
Der typische ländliche Charakter zeigt sich vor allem durch die zahlreichen umliegenden Hopfengärten im tertiären Hügelland.